# Peter Steinbach (Drehbuchautor)
Peter Steinbach (* 10. Dezember 1938 in Leipzig; † 6. Februar 2019 in Svendborg) war ein deutscher Drehbuchautor. Sein Spezialgebiet waren Hörspiele und Fernsehfilme, jedoch verfasste er auch Kinder- und Jugendliteratur sowie zwei Romane.

## Leben
Peter Steinbach wurde 1938 in Leipzig geboren und wuchs in Sachsen auf. 1954 erfolgte die Übersiedelung in die Bundesrepublik Deutschland. Er arbeitete in den verschiedensten Berufen, vom Seemann bis zum Taxifahrer, bevor er um 1975 zu schreiben begann. Steinbach verfasste fast 40 Hörspiele und wurde u. a. mit dem Hörspielpreis der Kriegsblinden ausgezeichnet. Großen Erfolg hatte er auch als Film- und Fernsehautor: so schrieb er gemeinsam mit Edgar Reitz Drehbücher von Heimat (1984). Für die Folge Hermännchen erhielt er 1985 den Adolf-Grimme-Preis in Gold, wie auch 1986 für die Gesamtreihe (jeweils zusammen mit Edgar Reitz und Gernot Roll).
Bekannt geworden ist Peter Steinbach außerdem u. a. durch die Bücher zu Joseph Vilsmaiers Kino-Adaption Herbstmilch (1988) und den Fernsehfilm Nächste Woche ist Frieden (1995).
Sein Archiv befindet sich im Archiv der Akademie der Künste in Berlin.
Er lebte seit vielen Jahren in Dänemark, wo er kurz nach seinem 80. Geburtstag auch verstarb.

## Werke (Auswahl)
Film- und Fernsehproduktionen
- Stunde Null (u. a. gemeinsam mit Edgar Reitz, Deutschland 1976)
- Deutschland im Herbst (neben anderen, Deutschland 1977/1978)
- Kalte Heimat (gemeinsam mit Werner Schaefer, Deutschland 1978)
- Heimat (gemeinsam mit Edgar Reitz, Deutschland 1984)
- Herbstmilch (Deutschland 1988)
- Schimanskis „Tatort“ Blutspur (Deutschland 1989)
- Klemperer – Ein Leben in Deutschland (Deutschland 1999)
- Jahrestage (gemeinsam mit Christoph Busch, Deutschland 2000)
- Der gerechte Richter (Deutschland 2000)
- Goebbels und Geduldig (Deutschland 2002, hierbei auch als Co-Produzent aktiv)
- Liebesau – Die andere Heimat (Deutschland 2002)
- Amnesia (gemeinsam mit Susan Hoffman und Barbet Schroeder, Schweiz/Frankreich 2015)

Hörspiele
- 1992: Der Herr der Ringe. Produktion: WDR/SWR, ISBN 3895841811
- 1998: Warum ist es am Rhein so schön… – Regie: Hans Gerd Krogmann (Hörspiel – WDR/DLR)
- 2004: Die wunderbare Welt des Jean-Henri Fabre. Produktion: DLR Berlin, ISBN 3-937458-07-7

Schriften
- Zs. mit Edgar Reitz: Heimat. Eine deutsche Chronik. Dreh- und Lesebuch mit allen 658 Szenen. 1988, ISBN 3-89190-899-7
- Heute für Geld und morgen umsonst. Roman, 2012, ISBN 978-3-462-04384-6
- Warum ist es am Rhein so schön… Roman, 2018, ISBN 978-3-944064-94-9